# Schoenus submicrostachyus
Schoenus submicrostachyus är en halvgräsart som beskrevs av Georg Kükenthal. Schoenus submicrostachyus ingår i släktet axagssläktet, och familjen halvgräs. Inga underarter finns listade i Catalogue of Life.